# Martin Demar
Martin Demar est un ancien joueur tchèque de volley-ball, né le 16 janvier 1969 à Olomouc (République tchèque). Attaquant central, international tchécoslovaque puis tchèque, il a joué en Italie, en France et en Suisse pendant plusieurs saisons. Il est entraîneur.professionnel de volley-ball depuis 2006.

## Joueur

### Clubs
| Club                            | Pays               | De        | À         |
| ------------------------------- | ------------------ | --------- | --------- |
| Ruda Hvezda Prague Olymp Prague | Tchécoslovaquie    |           | 1991-1992 |
| Asti                            | Italie             | 1992-1993 | 1993-1993 |
| CA Saint-Étienne                | France             | 1993-1994 |           |
| Chênois Genève                  | Suisse             | 1995-1996 | 1998-1999 |
| Nice Volley-Ball                | France             | 1999-2000 | 2000-2001 |
| Rennes EC                       | France             | 2001-2002 | 2002-2003 |
| VK Ferram Opava                 | République tchèque | 2003-2004 | 2005-2006 |
| TJ Kralupy                      | République tchèque | 2006-2007 | 2006-2007 |

### Palmarès
- Championnat de Tchécoslovaquie (3)
  - Vainqueur : 1989, 1991, 1992
- Championnat de République tchèque (1)
  - Vainqueur : 2006
- Coupe de République tchèque (1)
  - Vainqueur : 2005
- Championnat de Suisse (?)
  - Vainqueur : 1996, 1997
- Coupe de Suisse (1)
  - Vainqueur : 1997

## Entraîneur

### Clubs
| Club                         | Pays               | De        | À         |
| ---------------------------- | ------------------ | --------- | --------- |
| VK Ferram Opava              | République tchèque | 2007-2008 | 2008-2009 |
| Nantes Rezé Métropole Volley | France             | 2009-2010 | …         |

### Palmarès
- Championnat France de Ligue B (1)
  - Vainqueur : 2010